# Bakhtiyor Ashurmatov
Bakhtiyor Azamovich Ashurmatov - em russo, Бахтиёр Азамович Ашурматов e, em língua uzbeque, Baxtiyor Azamovich Ashurmatov (Khokand, 25 de março de 1976) é um ex-futebolista e treinador de futebol uzbeque que atuava como zagueiro. Atualmente, comanda o Kokand 1912.

## Carreira
Entre 1994 e 2011, Ashurmatov defendeu 9 clubes, com destaque para o Pakhtakor, onde teve 3 passagens e atuou em 126 jogos, com 8 gols marcados. Jogou ainda por MHSK Tashkent, Dustlik Tashkent, Bunyodkor, Xorazm e Lokomotiv Tashkent, sua última equipe como profissional
As únicas experiências do zagueiro fora de seu país foram na Rússia, onde atuou por Alania Vladikavkaz, Torpedo-Metallurg e Krylya Sovetov. Em 2012, iniciou a carreira de técnico no FK Guliston, passando por Navbahor Namangan, FC Andijon, AGMK, FK Buxoro (auxiliar-técnico e treinador), Surxon Termez e Kokand 1912, além da seleção Sub-22 do Uzbequistão, em 2015.

## Seleção Uzbeque
Pela Seleção Uzbeque, Ashurmatov disputou 53 partidas entre 1997 e 2008, tendo participado de 2 edições da Copa da Ásia, em 2000 e 2004 - neste ano, fez seu único gol pela seleção, na vitória por 3 a 0 sobre a Palestina pelas eliminatórias da Copa de 2006.

## Títulos

### Como jogador
MHSK Tashkent
- Campeonato Uzbeque: 1997
- Copa do Uzbequistão: 1995

Pakhtakor
- Campeonato Uzbeque: 4 (1998, 2002, 2004 e 2005)
- Copa do Uzbequistão: 4 (2001, 2002, 2004 e 2005)

Dustlik
- Campeonato Uzbeque: 2000
- Copa do Uzbequistão: 2000

Bunyodkor
- Campeonato Uzbeque:  (2007[nota 1], 2008 e 2009)
- Copa do Uzbequistão: 2008

## Links
- Bakhtiyor Ashurmatov em National-Football-Teams.com